# Суетін Олексій Степанович
Олексій Степанович Суетін (16 листопада 1926 Зінов'євськ — 10 вересня 2001, Москва) — радянський міжнародний гросмейстер з шахів (1965; з 1964 — гросмейстер СРСР), тренер Тиграна Петросяна в змаганнях на першість світу (1963–1971, 1979–1980), шаховий теоретик і літератор.

## Біографія
Під час німецько-радянської війни батько Олексія Суетіна Степан Федосійович був на фронті. Олексій Суетін з матір'ю, яка працювала медичною сестрою в шпиталі, жили в Тулі. Олексій Суетін в 1943 році закінчив школу екстерном і вступив в Механічний інститут, нині Тульський державний університет. Наприкінці війни Олексій Суетін їздив у Красноярськ відвідати свого батька, який на той час служив там у військовому шпиталі. 
Олексій Суетін почав грати в шахи в дитинстві, його вчив батько. Потім займався в Палаці піонерів міста Тули, виконав норму першої категорії в 1944 році. Після війни Суетін жив у Тулі, Мінську, потім у Москві. У 21 рік став кандидатом у майстри, закінчив інститут. Про його життя, творчість і шахах можна прочитати в книзі Олексія Степановича Суетіна «Шахи крізь призму часу». Це єдина, чисто літературна книга Суетіна, де він детально розповідає про себе і своїх друзях.
У 1950 виконав норму майстра спорту і дебютував у фіналі чемпіонату СРСР.
Кілька років по тому, побачивши гру Суетіна в Києві на чемпіонаті СРСР (1954), гросмейстер В. Рагозін писав: «Суетін грає нешаблонно, шукає нове, сумнівається в старому, нехай навіть тисячу разів перевіреному …». У Києві Суетін виступив уже як представник Білорусі. 
У 1953 він переїхав до Мінська, де жив до 1968 і де почалося його творча співдружність з гросмейстером І. Болеславським. Через 10 років Суетін увійшов в команду Т. Петросяна в матчі за світову першість з М. Ботвинником. Можна сказати, «союз» приніс обопільну користь — Петросян став чемпіоном світу, а Суетін через два роки — міжнародним гросмейстером, вигравши турніри в Сараєво і Копенгагені (1965). Згодом на його рахунку були перемоги у міжнародних турнірах в Титово-Ужице (1966), Гастінгсі (1967-68, 1990-91), Гавані (1969), Албені (1970), Кечкемете (1972), Брно (відкритий чемпіонат ЧРСР, 1975), Лісабоні (відкрита першість, 1976), Любліні (1976), Дубні (1979), Рейк'явіку (1981), Берні (1994).
З початку 1970-х переключився переважно на тренерську роботу і літературну діяльність.
У своїх інтерв'ю та спогадах О. Суетін, як правило, зазначав благотворний вплив на нього Петросяна: «Завдяки спілкуванню з Тиграном я зрозумів, що не боги горщики обпалюють. Його жартівливий, іронічний тон, навіть коли він говорив про великих світу цього, допоміг мені навчитися ставитися до всього з неабиякою часткою гумору, не надто переживати якусь невдачу».
Активно працював шаховим коментатором на телебаченні, з 1984 року коментував матчі на першість світу між Карповим і Каспаровим.
У 1996 році він зробив собі подарунок до 70-річчя, ставши чемпіоном світу серед «сеньйорів».
Суєтін — автор понад 40 книг з теорії дебюту і міттельшпілю, а також книг про радянських чемпіонів світу — Ботвинника і Петросяна, гросмейстерів Кереса і Бронштейна.

## Вибрані книги Олексія Суетіна
- «Основи загальної теорії сучасного шахового дебюту» (1958)
- «Як грати дебют» (1960, 1965, 1981, 2001, 2004)
- «Середина гри у шаховій партії» (1961)
- «Основи теорії шахового дебюту» (1962)
- «Вибрані партії — 1947–1966» (1969)
- «Лабораторія шахіста» (1972, 1978)
- «Дебют і міттельшпіль» (1980)
- «Шлях до майстерності» (1980)
- «Гросмейстер Болеславський» (1981)
- «Іспанська партія» (1982)
- «Французька захист» (1983)
- «Видатні радянські шахісти» (1984)
- «Олексій Суєтін» (1987)
- «Настільки довге єдиноборство» (1989)
- «Пам'ятні сторінки історії шахів» (1990, співавтор)
- «Шахи крізь призму часу» (1998)
- «Сходинки до майстерності у шахах» (1998)
- «Школа дебюту» (2001)
- «Шахи. Мистецтво середини гри» (2009)